# IC 187/1
IC 187/1 је спирална галаксија у сазвијежђу Троугао која се налази на листи објеката дубоког неба у Индекс каталогу.
Деклинација објекта је + 26° 28' 52" а ректасцензија 2h 1m 30,7s. Привидна величина (магнитуда) објекта IC 187 износи 12,9 а фотографска магнитуда 13,8. IC 1871 је још познат и под ознакама UGC 1507, MCG 4-5-37, CGCG 482-48, IRAS 01587+2614, PGC 7683.